# Норберт Ковач (плавець)
Норберт Ковач (угор. Norbert Kovács, 13 лютого 1988) — угорський плавець.
Учасник Олімпійських Ігор 2008 року.